# Mm..Food
MM..FOOD es el quinto álbum de estudio del rapero y productor británico-estadounidense MF Doom, lanzado bajo el sello Rhymesayers el 16 de noviembre de 2004. El disco alcanzó el puesto n.º 17 en la lista Billboard Independent Albums y el n.º 9 en la lista Heatseekers Albums.  
El título MM..FOOD es un anagrama del nombre artístico del propio músico MF Doom.

## Antecedentes
MF DOOM describió Mm..Food como un álbum conceptual sobre «cosas que encuentras en un picnic o en una mesa de picnic». Los títulos y letras están llenos de referencias a comida, muchas con dobles sentidos.
La maqueta de «Kon Queso» se llamaba «Yee Haw»  y salió en un sencillo en 2003, pero DOOM la regrabó con un flow más relajado para este disco. «Vomitspit» es una versión renovada de Vomit', con otro beat y letras ajustadas. La versión original de VKookiesc usaba un sample sin permiso de. La versión original de «Kookies» usaba un sample sin permiso de «Sesame Street»así que la cambiaron en todas las reediciones.  
El diseño de la portada estuvo a cargo de Jeff Jank y la pintura de Jason Jagel. Originalmente tenía un blunt, pero lo editaron para la versión final.
Casi todo el álbum lo produjo el propio DOOM, excepto «Potholderz» (Count Bass D),  «One Beer» (Madlib, originalmente pensada para Madvillainy), Kon Queso (PNS de Molemen). También hay colaboraciones de Count Bass D, Angelika, 4ize y Mr. Fantastik.  

#### Bonus y edición especial
En 2004, lanzaron «Mm..LeftOvers», un disco extra con remixes y descartes del álbum. Venía gratis con MM..FOOD e incluía una receta de «Villainous Mac & Cheese» escrita por Grammy Dumile (juego de palabras con su nombre).

## Lista de canciones
| N.º   | Título                                    | Productor(es) | Duración |  |
| 1.    | «Beef Rap»                                |               | 4:39     |  |
| 2.    | «Hoe Cakes»                               |               | 3:54     |  |
| 3.    | «Potholderz» (con Count Bass D)           | Count Bass D  | 3:20     |  |
| 4.    | «One Beer»                                | Madlib        | 4:18     |  |
| 5.    | «Deep Fried Frenz»                        |               | 4:59     |  |
| 6.    | «Poo-Putt Platter»                        |               | 1:13     |  |
| 7.    | «Fillet-O-Rapper»                         |               | 1:03     |  |
| 8.    | «Gumbo»                                   |               | 0:49     |  |
| 9.    | «Fig Leaf Bi-Carbonate»                   |               | 3:19     |  |
| 10.   | «Kon Karne»                               |               | 2:51     |  |
| 11.   | «Guinnessez"» (con Angelika y 4iz)        |               | 4:41     |  |
| 12.   | «Kon Keso»                                | PNS           | 4:00     |  |
| 13.   | «Rapp Snitch Knishes» (con Mr. Fantastik) |               | 2:52     |  |
| 14.   | «Vomitspit»                               |               | 2:48     |  |
| 15.   | «Kookies»                                 |               | 4:02     |  |
| 48:57 |                                           |               |          |  |

| Deluxe version |                              |          |  |
| N.º            | Título                       | Duración |  |
| 1.             | «Hoe Cakes (Jake One remix)» | 3:01     |  |
| 2.             | «Beef Rap» (en vivo)         | 2:58     |  |

| Mm..LeftOvers |                                                        |                  |          |  |
| N.º           | Título                                                 | Productor(es)    | Duración |  |
| 1.            | «It Ain't Nuthin (The Chapter Remix)»                  |                  | 2:53     |  |
| 2.            | «Hoe Cakes (ANT Remix)»                                |                  | 3:17     |  |
| 3.            | «My Favorite Ladies (KMD Remix)»                       |                  | 2:22     |  |
| 4.            | «Change The Beat (Inhumanz remix)»                     |                  | 3:09     |  |
| 5.            | «Hot Guacamole» (con MC Paul Barman)                   | Prince Paul      | 1:43     |  |
| 6.            | «Hoe Cakes (Jake One Remix)»                           |                  | 2:56     |  |
| 7.            | «One Beer (Madlib Remix)»                              |                  | 2:55     |  |
| 8.            | «All Outta Ale (The Professor Meets the Supervillain)» |                  | 2:42     |  |
| 9.            | «Vomit» (con Parallel Thought)                         | Drum & Knowledge | 2:58     |  |
| 10.           | «Hoe Cakes (Beatboxapella)»                            |                  | 3:11     |  |
| 28:06         |                                                        |                  |          |  |